# Bibern (Schaffhausen)
Bibern is een plaats en voormalige gemeente in het Zwitserse kanton Schaffhausen.
Bibern telt 248 inwoners. Op 1 januari 2009 werd Bibern opgenomen in de gemeente Thayngen.

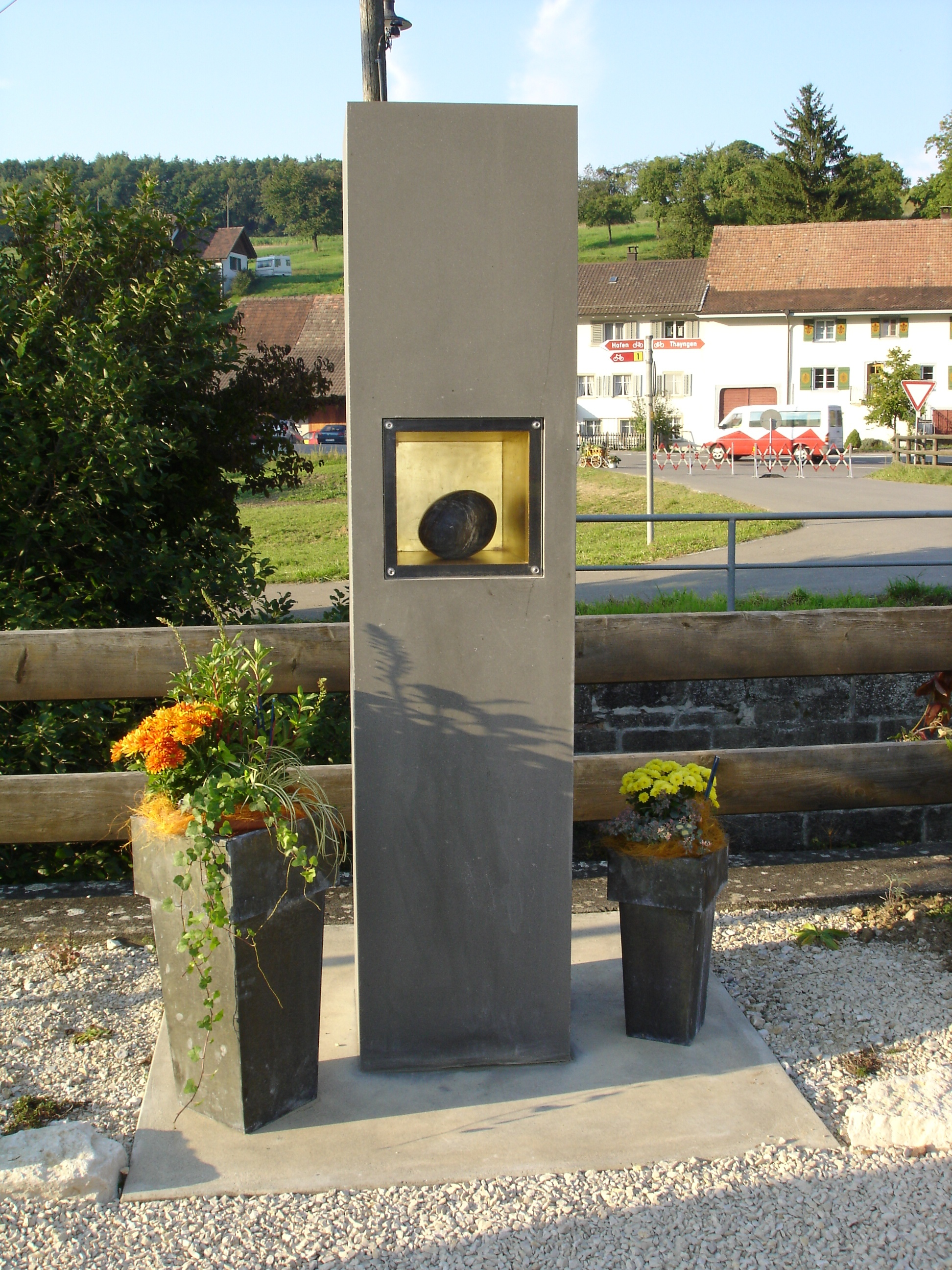
Bibern